# Bruiu
Bruiu es una comuna ubicada en el distrito de Sibiu, Rumania.

## Superficie
Posee una superficie de 97,09 kilómetros cuadrados.

## Demografía
Hasta 2021 la población era de 671 habitantes, con una densidad de población de 6,911 habitantes por kilómetro cuadrado.